# Achaenops
Achaenops es un género de escarabajos  de la familia Chrysomelidae. En 1857 Suffrian describió el género como monotípico. En 1913 Clavareau lo clasificó dentro de la tribu Achaenopini, que con el tiempo fue convertido en subtribu (Achaenopina) dentro de Cryptocephalini. Achaenops dorsalis es la especie tipo, que es endémica de la región tropical de África. Incluye las siguientes especies:
- Achaenops dorsalis Suffrian, 1857
- Achaenops gilvipes (Suffrian, 1857)
- Achaenops monstrosus Schoeller, 2006
- Achaenops obscurellis (Suffrian, 1857)
- Achaenops punctatellus Schoeller, 2006
- Achaenops ruficornis (Suffrian, 1857)
- Achaenops sericinus (Suffrian, 1857)